# Miguel Amorós
Miguel Amorós Peidro (Alcoy, 9 de abril de 1949) es un historiador y teórico anarquista español.

## Biografía
Nieto de anarquistas, Miguel Amorós se hace anarquista en 1968. En la década de 1970 participó en la fundación de varios grupos anarquistas, entre los cuales figuran Bandera Negra, Tierra Libre, Barricada, Los Incontrolados y Trabajadores por la Autonomía Obrera y la Revolución social. Pasa algún tiempo en las cárceles franquistas antes de exiliarse a Francia.
El anarquismo preconizado por Miguel Amorós se inspira en la autogestión, la subversión de la vida cotidiana, la historia de los consejos obreros, así como en las movilizaciones que denuncian al sindicalismo como forma de lucha desfasada y la moral obrera como reaccionaria. Sus ideas son cercanas a las del movimiento situacionista y a las corrientes antiindustriales. Miguel Amorós mantuvo relación con Guy Debord a principios de la década de 1980. Participó en la difusión de los Comunicados de la prisión de Segovia (ediciones Muturreko burutazioak) en 1980, cuyo autor de uno de los textos (A los libertarios) era precisamente Guy Debord. Durante la «Transición» mantuvo posiciones asambleístas en pro de la autonomía obrera. 
Entre 1984 y 1992, Miguel Amorós fue parte del equipo redactor de la revista francesa postsituacionista Encyclopédie des Nuisances junto a su principal animador Jaime Semprún.

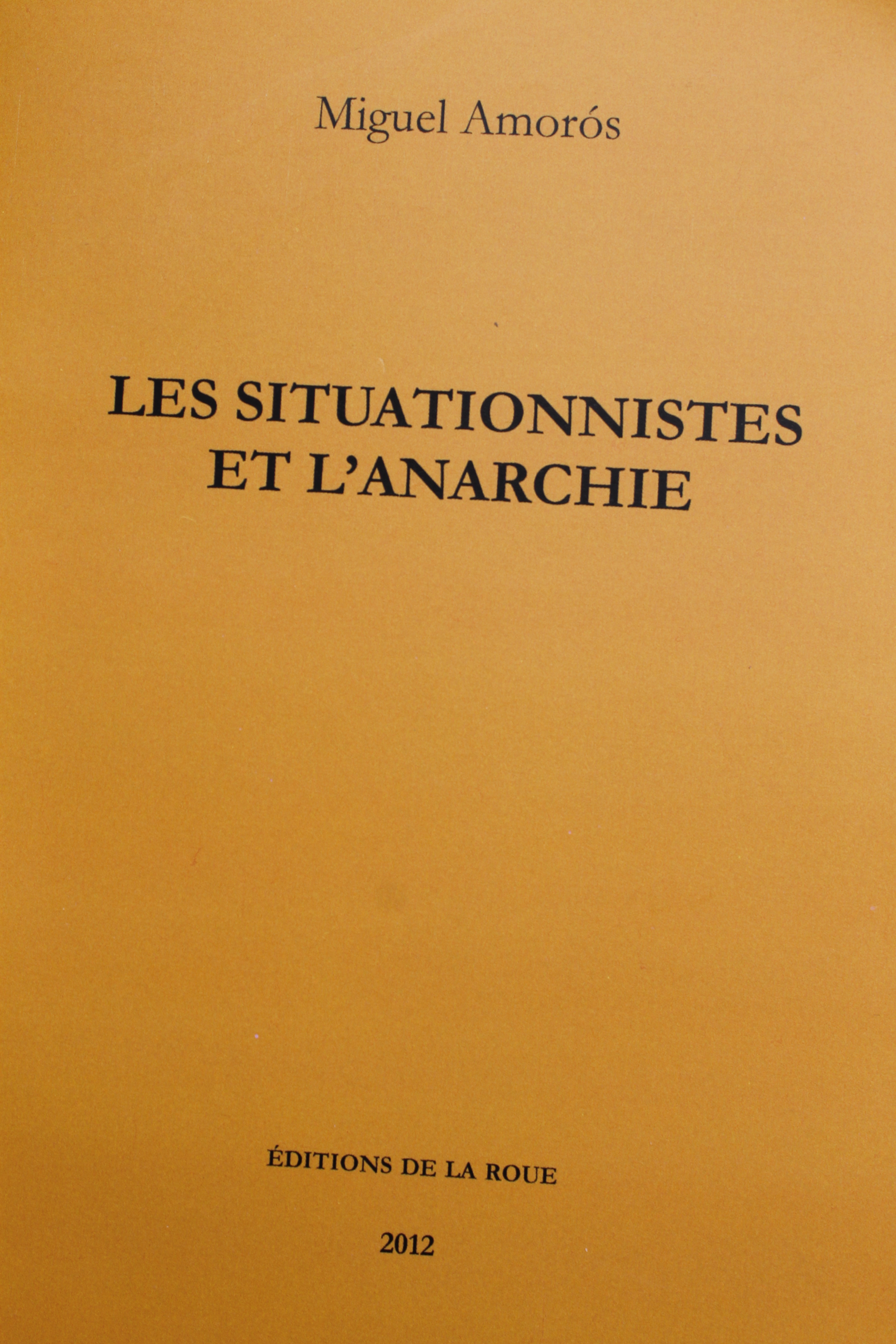
Les Situationnistes et l'anarchie

Miguel Amorós ha escrito numerosos artículos en la prensa libertaria como Los amigos de Ludd. También ha pronunciado varias conferencias sobre cuestiones sociales, en particular sobre la ideología del progreso y los perjuicios que ocasiona. Sus principales libros son La Revolución traicionada. La verdadera historia de Balius y Los Amigos de Durruti (2003) y Durruti en el laberinto (2006).
En 2009, publica una biografía del anarquista valenciano José Pellicer, fundador de la Columna de Hierro durante la guerra civil española, que sirve de hilo conductor al estudio del anarquismo en la región levantina. En 2011, analiza el anarquismo andaluz a través de una biografía de Francisco Maroto (Maroto, el héroe). También en 2011, funda junto a Michel Gomez, Marie-Christine Le-Borgne y Bernard Pecheur, la editorial francesa Éditions de la Roue.
En junio de 2012, Miguel Amorós publica Salida de emergencia, libro sobre la situación social actual y los problemas energéticos. En febrero de 2014, Amorós publica una nueva edición del Manuscrito encontrado en Vitoria, texto clásico del movimiento obrero autónomo español, escrito originalmente en 1976 por el propio Amorós y Jaime Semprún, bajo el nombre de Los Incontrolados, reivindicando así el sambenito infamante que la coalición entre la burguesía republicana y la burocracia política y sindical de 1936 colgó a los revolucionarios que no obedecieron a nadie más que a sí mismos mientras combatían a sus enemigos externos e internos.
A partir de 2013, Miguel Amorós es coeditor de la revista antidesarrollista y libertaria Argelaga (7 números publicados hasta 2016).
En 2014, Amorós publica 1968. El año sublime de la acracia, que analiza las revueltas estudiantiles en el Madrid de la década de 1960 y en particular la actuación del grupo Los Ácratas.
En abril de 2015, Miguel Amorós publica Los incontrolados de 1937, un libro sobre la vida de nueve miembros de la agrupación revolucionaria Los Amigos de Durruti. Partiendo de la determinación revolucionaria y de la calidad humana de esos luchadores proletarios, Amorós reconstituye la materia de la última revolución obrera, la que va de 19 de julio de 1936 al 8 de mayo de 1937.
En septiembre de 2017, Amorós explica su punto de vista sobre el conflicto independentista catalán en una carta abierta a Tomás Ibáñez, y después en un libro colectivo publicado en marzo de 2018, No le deseo un Estado a nadie.
En 2018 publica el libro "Los ácratas en la universidad central, 1967-1969". El tímido aperturismo universitario del franquismo, durante la década de 1960, provocó la emergencia de un pronunciamiento estudiantil cuyas pulsiones rebeldes eran similares a las que estremecían entonces al mundo capitalista. Los recintos de Berkeley, Tokio, México o París, más allá de las reivindicaciones sobre el funcionamiento de la institución universitaria, mostraban el frontal rechazo al proyecto de modernización del capitalismo y a la función que le era destinada a la Universidad. El campus de Madrid no fue una excepción y, en el seno de unas protestas que culminaron con el Estado de Excepción de 1969, destacaría un grupo activista conocido como los 'Ácratas', cuya decidida intervención haría girar con más virulencia el torbellino de la revuelta. Si no hubo incendio generalizado no fue por la falta de tesón y profundidad de la apuesta de los 'Ácratas'. Conviene resaltar el alcance del magisterio de una figura singular como la de Agustín García Calvo durante aquel particular periodo que culminó en el año sublime de 1968, cuando la revuelta universitaria arruinó tanto el cambio tecnocrático de la dictadura franquista como los planes pactistas de la oposición. En este libro, valioso e inédito, Miquel Amorós pone nombres y caras al grupo de los 'Ácratas'. En los últimos años, el autor ha ido conversando con la mayoría de sus protagonistas y, ahora, se revelan sus testimonios orales de primera mano, nunca antes publicados".
En 2018 publica también "Geografía de combate" en la editorial Milvus. En este libro vamos a encontrar parte de la producción más reciente de Miquel Amorós, textos escritos mayormente a lo largo del año 2017 y, por lo tanto, en fechas próximas entre sí. Se encuentra dividido en dos partes bien diferenciadas, donde el autor despliega su crítica social a la par que da un repaso histórico a distintos momentos. Se trata, en su mayoría, de borradores de charlas pensados para ser discutidos en diferentes lugares —como en su pasada visita a México—, cuya extensión, en consecuencia, tiende a una cierta brevedad.
En ellos aborda la cuestión social a través de la defensa del territorio, la realidad latinoamericana, las trampas de la economía social, el reecantamiento de las instituciones, la habilidad cooptadora de la dominación, las debilidades del pensamiento posmoderno o la insumisión electoral, señalando las potencialidades y peligros de los antagonismos presentes. En cuando a su veriente histórica, viajaremos desde Bakunin y Marx hasta las últimas décadas, pasando por la revolución —y contrarrevolución— de 1936 o Mayo del 68. Se trata, pues, de un conjunto de textos variados que abarca un ancho abanico.
Sus textos están traducidos en varios idiomas, principalmente en francés, inglés e italiano.

### Durruti en el laberinto
En su libro Durruti en el laberinto publicado en 2006, Miguel Amorós cuenta con precisión el papel de Buenaventura Durruti en el desarrollo de la Revolución española de 1936. Amorós muestra de qué manera Durruti y sus compañeros de la Columna Durruti fueron traicionados por las diversas burocracias del bando republicano (Gobierno central, Generalidad de Cataluña, Partido comunista), incluyendo la burocracia de la CNT al mando de la cual estaban los ministros colaboracionistas Juan García Oliver, Federica Montseny y Diego Abad de Santillan que puso trabas a los propósitos revolucionarios de Durruti hasta atraerle en la trampa donde perdería la vida.
Durruti en el laberinto es reeditado en 2014 por Virus editorial aportando nuevos testimonios que abundan en la tesis de la responsabilidad de agentes estalinistas en la muerte de Durruti con la complicidad de la burocracia cenetista en el Gobierno.

### Obras
- Proletariado salvaje, Editorial Milvus, 2023.
- El sutil hilo conductor de la subversion, Editorial Irrecuperables 2022.
- La Columna de Hierro. Hechos reales, hazañas y fabulaciones sobre la célebre milicia revolucionaria del proletariado, Editorial Milvus, 2021. ISBN 9788494875687
- Fuc.k Green New Deal. Colapso y alternativas: anticapitalismo y autogestión, Editorial Milvus, 2020. ISBN 978-84-948756-6-3
- Geografías del combate, Editorial Milvus, 2018. ISBN 978-84-948756-0-1
- Los Ácratas en la Universidad Central, 1967-69, La Linterna sorda, 2018.
- No le deseo un Estado a nadie, libro colectivo sobre el conflicto catalán junto a Corsino Vela, Santiago López Petit, Tomás Ibáñez y Francisco Madrid, Pepitas de calabaza, 2018.
- Obra colectiva, Anarquismo frente a los nacionalismos, Queimada Ediciones, 2018.
- Filosofía en el tocador, Virus editorial, 2016. ISBN 978-84-608-5532-3
- Los incontrolados de 1937. Biografías militantes de los Amigos de Durruti, Aldarull, 2015.
- La mirada hacia atrás. Trayectoria revolucionaria de Joaquín Pérez Navarro, Ediciones Octubre del 36, 2015
- 1968. El año sublime de la acracia, Muturreko Burutazioak, Bilbao, 2014.
- Rock para principiantes, El Salmón/Argelaga, 2014.
- Los Incontrolados, Manuscrito encontrado en Vitoria, 1977, reeditado por Pepitas de calabaza en 2014 con un prólogo inédito, La revolución ahora y siempre.
- Comité Irradié, Fisuras en el consenso. Antología de escritos del Comité Irradiés de tous les pays, unissons-nous! 1987-1994, Muturreko burutazioak, Bilbao, 2013.
- Francisco Carreño y los arduos caminos de la anarquía, Asociación Isaac Puente, 2013.
- Salida de emergencia, Pepitas de Calabaza, Logroño, 2012. ISBN 978-84-939437-9-0
- Maroto, el héroe, una biografía del anarquismo andaluz, Virus editorial, 2011. ISBN 978-84-92559312
- Perspectivas antidesarrollistas, editorial Germinal, 2011.
- José Pellicer. El anarquista íntegro, vida y obra del fundador de la heroica Columna de Hierro, Virus editorial, Barcelona, 2009. ISBN 978-84-92559-02-2
- A carne viva. Exabruptos anticapitalistas, ed. Corsárias, 2009.
- Los Situacionistas y la anarquía, Muturreko burutazioak, Bilbao, 2008. ISBN 978-84-88455-98-7
- Desde abajo y desde afuera, ediciones Brulot, 2007.
- Registro de catástrofes, ediciones Anagal, 2007.
- Durruti en el laberinto, Muturreko burutazioak, Bilbao, 2006. Nueva edición aumentada por Virus Editorial, Barcelona, 2014. ISBN 84-96044-81-4
- José Peidro de la CNT : retazos del movimiento obrero y la guerra civil en Alcoi y Vila-Real (en colaboración con Andreu Amorós), Likiniano Elkartea, Bilbao, 2005. Biografía del abuelo de Miguel Amorós escrita en colaboración con su hermano Andreu.
- Golpes y contragolpes, ediciones Pepitas de Calabaza, Logroño, 2005. ISBN 84-96044-63-7
- Las Armas de la crítica, Muturreko burutazioak, Bilbao, 2004. ISBN 84-96044-45-9
- La Revolución traicionada. La verdadera historia de Balius y los Amigos de Durruti, Virus editorial, Barcelone, 2003. ISBN 84-96044-15-7
- Las cartas en francés de Guy Debord a Miguel Amorós figuran en Guy Debord, Correspondance, volume 6, Fayard, París, 2007.

#### Prólogos
- Internazionale situazionista, prólogo a los textos completos de la sección italiana de la Internacional Situacionista (1969-1972), Pepitas de calabaza, Logroño, 2010. ISBN 978-84-937205-8-2
- Elías Manzanera, Documento histórico de la Columna de Hierro, Ediciones Octubre del 36, 2012.
- Los Incontrolados, Manuscrito encontrado en Vitoria, reeditado por Pepitas de calabaza en 2014 con un prólogo inédito, La revolución ahora y siempre.
- José A. Miranda, Sobre la distancia y las implicaciones sociales, materiales e ideológicas de la compresión acelerada del mundo, introducción de Miguel Amorós, La Neurosis o las Barricadas Ed., 2016.
- Jaime Semprun, El abismo se repuebla, Pepitas de calabaza, 2016. ISBN 978-84-15862-70-3
- Karl Marx y Friedrich Engels, Manifiesto comunista, prefacio de Miquel Amorós, epílogo de Rudolf Rocker ("Marx y el anarquismo"), Corazones Blindados, 2016.
- De la miseria en el medio estudiantil y otros documentos, prólogo de Miguel Amorós, Pepitas de calabaza, 2018.
- Mijail Bakunin, Obras completas, introducción de Miguel Amorós, coordinadas por Frank Mintz, Editorial Imperdible, 2018.

#### En francés
- Obra colectiva, La lampe hors de l'horloge. Éléments de critique anti-industrielle, Éditions de la Roue, 2014.
- Obra colectiva, Le gouvernement par la peur au temps des catastrophes. Réflexions anti-industrielles sur les possibilités de résistance, Éditions de la Roue, 2013.

### Traducciones
- Jaime Semprun, El abismo se repuebla, traducido del francés por Miguel Amorós y Tomás González López, Pepitas de calabaza, 2016. ISBN 978-84-15862-70-3
- Jaime Semprún, La nuclearización del mundo, traducido del francés por Miguel Amorós, Pepitas de calabaza, 2007.
- Encyclopédie des Nuisances, Contra el despotismo de la velocidad, traducido del francés por Miquel Amorós, Virus editorial.
- Diversos autores, Un terrorismo en busca de dos autores, selección, traducción, prólogo y notas de Miguel Amorós, Muturreko Burutazioak, 1999.